# Akto
Akto (tiếng Trung: 阿克陶县; bính âm: Ākètáo xiàn, Hán Việt: A Khắc Đàohuyện; Uyghur: ئاقتو ناھىيىسى‎, ULY: Aqto Nahiyisi, UPNY: Ak̡to Nah̡iyisi?; tiếng Kyrgyz: ﺍﻗﺘﻮﻭ وودانى) là một huyện của Châu tự trị dân tộc Kyrghyz - Kizilsu, khu tự trị Tân Cương, Trung Quốc. Đây là huyện cực tây của Trung Quốc và có biên giới với Kyrgyzstan và Tajikistan.

### Trấn
- A Khắc Đào 阿克陶镇
- Áo Y Tháp Khắc 奥依塔克镇

### Hương
| - Ngọc Mạch (玉麦乡) - Bì Lạp Lặc (皮拉力乡) - Ba Nhân (巴仁乡) - Khách Nhiệt Khắc Kỳ Khắc (喀热克其克乡) - Gia Mã Thiết Lực Khắc (加马铁力克乡0 | - Mộc Cát (木吉乡) - Bố Luân Khẩu (布伦口乡) - Khắc Tư Lặc Đào (克孜勒陶乡) - Kháp Nhĩ Long (恰尔隆乡) - Khố Tư Lạp Phủ (库斯拉甫乡) |

### Hương dân tộc
- Hương dân tộc Tatjik- Tháp Nhĩ (塔尔塔吉克族乡)